# Belén Nevado
Belén Nevado Méndez (Badajoz, 16 de junio de 1969) es una actriz de formación teatral que trabaja en diferentes compañías y desarrolla proyectos de empoderamiento de las mujeres.

## Biografía
Belén Nevado nació en Badajoz en 1969. En 1994 finalizó sus estudios de Interpretación en el Taller de Artes Escénicas de VitoriaGasteiz de la Diputación foral de Álava y el Gobierno Vasco. Ha trabajado como actriz en diferentes compañías de teatro. En 1999 fundó la Compañía “Detritus teatrus” con Javier Huete.
En el año 2020, con motivo de la campaña del 25 de noviembre, grabó un videoclip en Araia, municipio de la Llanada Alavesa con exintegrantes de La Xeta Paxote y Aintzira Gorosabel.
Crea espectáculos, talleres y piezas de micro-teatro en los que se trabajan técnicas teatrales para favorecer el empoderamiento de las mujeres como el "Teatro de la Oprimida".

## Obras
Algunas de sus obras:
- 2000 – Gu gu txupete
- 2001 – Tritus Corazón.
- 2002 – Las punkis también lloran.[8]
- 2011 – Johny & Jane
- 2013 – Ovarios verdes fritos.[9]
- 2017 – Pecadoras: 4 piezas de micro-teatro (Confieso que he fingido, Dejarme sola, Hola mundo cruel, ‘Hot Flash’[10]).[11]
- 2019 – Levántate y mea de pie.[12]
- 2020 – Sofocos.[13]
- 2020 – Sola en un bar (vídeo musical).[14]
- 2021 – Que corra la sangre.[15]

## Premios y reconocimientos
- Tritus Corazón, premiada en el Certamen de Café-teatro Ciudad de Logroño.[11]